# 克莉斯汀·弗莱彻
克莉斯汀·弗莱彻(Christine Fletcher)，紐西蘭政治家，前国会议员和奥克兰市长
她于1996年纽西兰国会大选中在Epsom选取获胜并且担任了内阁妇女，文化和青年事务部长的职务直到她1997年辞去内阁部长职务。
她于1999年当选为奥克兰市市长并于当年辞去了纽西兰国会议员职务。在她市长任职期间，她被认为优柔寡断缺乏执政魅力以及缺少进展在地方发展当中。并且在市议会当中分裂左翼和右翼政治势力。虽然在她任期内通过了建设奥克兰市中心火车站的决议，但是其他政绩还是缺乏可成。在2001年的奥克兰市长换届选举当中，她输给了前纽西兰国家党国会议员约翰·班克斯。
2004年的奥克兰市长选举中，她试图卷土重来，但是最终还是输给了后来的当选者，现任奥克兰市长迪克·哈伯德和时任市长，于2001年市长选举中曾击败她的约翰·班克斯。位列三名候选人最后一名。
她丈夫的弟弟休·弗莱彻现为奥克兰大学校长，他的夫人Sian Elias为纽西兰首席大法官。
| 前任： 莱斯·米尔斯 | 奥克兰市长 1998-2001 | 繼任： 约翰·班克斯 |